# Maciej Mróz
Maciej Mróz (ur. 16 lipca 1960) – polski historyk i politolog, watykanista. Zajmuje się polityką zagraniczną Polski, dyplomacją watykańską i ukraińską, tematyką z pogranicza historii Kościołów i dziejów polityczno-społecznych w Europie Środkowej i Wschodniej.

## Życiorys
Jest absolwentem VII LO im. Krzysztofa Kamila Baczyńskiego we Wrocławiu. W latach 1979–1984 studiował  historię na Wydziale Filozoficzno-Historycznym Uniwersytetu Wrocławskiego, którą ukończył w 1984 roku z wyróżnieniem. W niecałe dwa lata później uzyskał w 1986 roku z wyróżnieniem stopień naukowy doktora nauk humanistycznych w zakresie historii na podstawie przygotowanej pod kierunkiem prof. dra hab. Wojciecha Wrzesińskiego dysertacji Stanowisko Kościoła rzymskokatolickiego wobec mniejszości słowiańskich w Polsce w latach 1918–1925. Na jej podstawie opublikował w 2003 roku książkę: Katolicyzm na pograniczu. Kościół katolicki wobec kwestii ukraińskiej i białoruskiej w Polsce w latach 1918–1925, która otrzymała wyróżnienie tygodnika „Polityka” w kategorii prac historycznych. Habilitował się w 2004 roku w oparciu o rozprawę W kręgu dyplomacji watykańskiej. Rosja, Polska, Ukraina w dyplomacji watykańskiej w latach 1917–1926, a w 2010 roku prezydent RP Bronisław Komorowski nadał mu tytuł profesora nauk humanistycznych.
Pracę zawodową rozpoczął bezpośrednio po ukończeniu studiów w 1984 roku w ówczesnej  Akademii Ekonomicznej we Wrocławiu, gdzie był  asystentem, a od 1986 roku adiunktem w Katedrze Filozofii i Komunikacji Społecznej. W latach 1989–1990 był stypendystą m.in. Centro Incontri e Studi Europei w Rzymie. Wykładał w uniwersytetach w Londynie, St. Petersburgu, Wilnie, Kijowie i we Lwowie.
W latach 2003–2004 był zatrudniony na stanowisku adiunkta w Akademii Polonijnej w Częstochowie oraz pełnił obowiązki zastępcy dyrektora Polonijnej Szkoły Dyplomacji, a także koordynatora programu edukacyjnego Komisji Europejskiej Jean Monnet Project. Jednocześnie w latach 2001–2006 był wykładowcą w Podyplomowym Studium Historii w Uniwersytecie Wrocławskim. Od 2005 roku zatrudniony jest w Uniwersytecie Wrocławskim w Instytucie Studiów Międzynarodowych, pracował na stanowisku adiunkta z habilitacją; od 2008 roku - profesora nadzwyczajnego w Zakładzie Badań nad Europą Wschodnią, a od czerwca 2007 roku w Zakładzie Polityki Zagranicznej RP Instytutu Studiów Międzynarodowych Uniwersytetu Wrocławskiego.. W 2008 roku objął obowiązki kierownika Zakładu Polityki Zagranicznej RP, które pełni do dziś. W 2013 roku został powołany na stanowisko profesora zwyczajnego w Uniwersytecie Wrocławskim. Od 2018 roku zasiada w senackiej Komisji ds. Etyki. W Instytucie Studiów Międzynarodowych sprawował funkcję zastępcy dyrektora ds. dydaktycznych i był jednym z inicjatorów powołania kierunku studiów w języku angielskim. Przez wiele lat wykładał w Dolnośląskiej Wyższej Szkole Przedsiębiorczości i Techniki w Polkowicach, gdzie pełnił obowiązki pełnomocnika rektora ds. jakości kształcenia.
Jest autorem blisko stu publikacji naukowych wydanych w kraju i zagranicą, w tym piętnastu książek (siedmiu monografii). Prace profesora Mroza zostały przetłumaczone na kilka języków: angielski, włoski, rosyjski, ukraiński i białoruski. Jest członkiem licznych towarzystw i rad naukowych, m.in. w Polsce i na Ukrainie, brał udział w projektach badawczych realizowanych m.in. przez Papieski Uniwersytet Gregoriański i Polski Instytut Spraw Międzynarodowych. Prof. Mróz jest autorem ekspertyz, raportów i rekomendacji dla różnych fundacji i instytucji, dotyczących m.in. relacji polsko-ukraińskich, programu Partnerstwo Wschodnie. Profesor Mróz jest redaktorem, a od 2017 roku współredaktorem, wydawanego od 2013 roku przez Instytut Studiów Międzynarodowych czasopisma „Dyplomacja i Bezpieczeństwo” oraz członkiem m.in. rady naukowej "Nowej Polityki Wschodniej" (Toruń) i "Actual Problems of International Relations" (Kijów). Wypromował pięciu doktorów nauk o polityce i ponad stu magistrów stosunków międzynarodowych. 
Pasjonuje się dawną bronią i barwą, polską falerystyką oraz biografistyką historyczną.

## Dorobek naukowy
Zainteresowania naukowe prof. Macieja Mroza koncentrują się wokół zagadnień związanych z polityką zagraniczną Polski, dyplomacją watykańską XX i XXI wieku. Zajmuje się on także tematyką z pogranicza historii Kościołów i dziejów polityczno-społecznych oraz problematyką narodowościowo-wyznaniową w Europie Środkowej i Wschodniej. Wśród najważniejszych pozycji w dorobku prof. Macieja Mroza znajdują się następujące monografie i prace pod redakcją oraz artykuły:
1. Katolicyzm na pograniczu. Kościół katolicki wobec kwestii ukraińskiej i białoruskiej w Polsce w latach 1918-1925, Toruń 2003.
2. W kręgu dyplomacji watykańskiej. Rosja, Polska, Ukraina w dyplomacji watykańskiej w latach 1917-1926, Toruń 2004.
3. Z dziejów rosyjskiego katolicyzmu. Kościół greckokatolicki w Rosji w latach 1907-2007, Toruń 2008.
4. Wspólnoty chrześcijańskie w państwach byłego ZSRR – perspektywa dwudziestolecia, red. M. Mróz i T. Dębowski, Wrocław 2006.
5. W poszukiwaniu tożsamości. Państwo – Społeczeństwo - Religia we współczesnej Europie, red. M. Mróz i T. Dębowski, Toruń 2009.
6. Каталіцызм на паграніччу. Адносіны каталіцкай царквы да ўкраінскага і беларускага пытання ў Польшчы ў 1918 – 1925 гадах. Пераклад з польскай мовы Яна Зеліньскага; навук. рэд. Г. Сагановіч, Мінск: Медысонт 2009.
7. Historia. Polityka. Dyplomacja. Studia z nauk społecznych i humanistycznych. Księga pamiątkowa dedykowana profesorowi Marianowi S. Wolańskiemu w siedemdziesiątą rocznicę urodzin, red. M. Mróz i E. Stadtmuller, Toruń 2010.
8. Watykańska polityka wschodnia wczoraj i dziś. Stolica Apostolska i dyplomacja watykańska wobec komunizmu i transformacji ustrojowej w Europie Środkowej i Wschodniej w latach 1958-2010, Toruń 2011.
9. Wojna w kawałkach. Franciszek i dyplomacja papieska wobec wybranych problemów międzynarodowych (2013-2018), Toruń 2018
10. Wybrane aspekty relacji polsko-litewskich i ich wpływ na kondycję Polaków w Republice Litewskiej (1991-2019). Raport, Warszawa 2020.
11. Dyplomacja i bezpieczeństwo. Polska polityka wschodnia, red. M. Mróz, R. 1(1)/2013, Wrocław 2013.
12. Dyplomacja i bezpieczeństwo. Polska w Unii Europejskiej. Dziesięć lat członkostwa, red. M. Mróz, R.1(2), Wrocław 2014.
13. Dyplomacja i bezpieczeństwo. Konflikty zbrojne na Ukrainie i Bliskim Wschodzie. Nowe wyzwania dla międzynarodowego bezpieczeństwa, red. M. Mróz, R. 1(3), Wrocław 2015.
14. Dyplomacja i bezpieczeństwo. Między wojną i dyplomacją. Polityka zagraniczna Polski w świetle wyzwań na arenie międzynarodowej, red. M. Mróz, R. 1(4), Wrocław 2016.
15. Dyplomacja i bezpieczeństwo. Polityka zagraniczna Polski wobec państw, regionów i organizacji, red. M. Mróz i A. Drzewicki, Nr 1, 2017/2018, Wrocław 2018.
16. Статус Крыма в украинско-российских отношениях в XX и в начале XXI века [w:] Проблемы внешней политики и безопасности. Беларусь – Пoльша: история и перспективы сотрудничества, ред. А. В. Русакович, Wydawnictwo „Тесей”, Минск 2009, s. 46-55. Rec. В. А. Бобков, В. И. Меньковский.
17. Европейский выбор Украины в исторической перспективе. От Мазепы до Ющенко [w] Актуальні проблеми міжнародних відносин: Збірник наукових праць, випуск 97, частина II, Інститут міжнародних відносин, Київський національний університет імені Тараса Шевченка, Київ 2011, s. 40-52.
18. Польско-украинские отношения в контексте программы Восточного партнерства. Возможности и угрозы [w] Актуальные проблемы мировой политики в XXI веке. Ежегодный альманах, Выпуск 6, red. В.С. Ягья, Т. С. Немчинова, Санкт-Петербургский Государственный Универитет, Санкт-Петербург 2013, с. 346-364.
19. Trattative vaticano-sovietiche negli anni 1921-1926 [w] La Chiesa Cattolica in Unione Sovietica. Dalla Rivoluzione del 1917 alla Perestrojka, red J. Mikrut, Gabrielli editori, Verona 2017, s.61-78.
20. Le azioni diplomatiche tra la Santa Sede e l′Unione Sovietica negli anni 1958-1978 [w] La Chiesa Cattolica in Unione Sovietica. Dalla Rivoluzione del 1917 alla Perestrojka, red. J. Mikrut, Gabrielli editori, Verona 2017, s. 331-350.
21. Strategiczne wyzwania wschodniego sąsiedztwa. Rzeczpospolita Polska i Republika Białoruś w latach 1991–2022, Warszawa 2024.

## Odznaczenia
- Brązowy Medal za Długoletnią Służbę (2008)
- Medal Komisji Edukacji Narodowej (2012)
- Srebrny Krzyż Zasługi (2016)
- Srebrny Medal za Długoletnią Służbę(2019)